# Epopterus decoratus
Epopterus decoratus là một loài bọ cánh cứng trong họ Endomychidae. Loài này được Kirsch miêu tả khoa học năm 1876.